# Tommaso Ghirelli

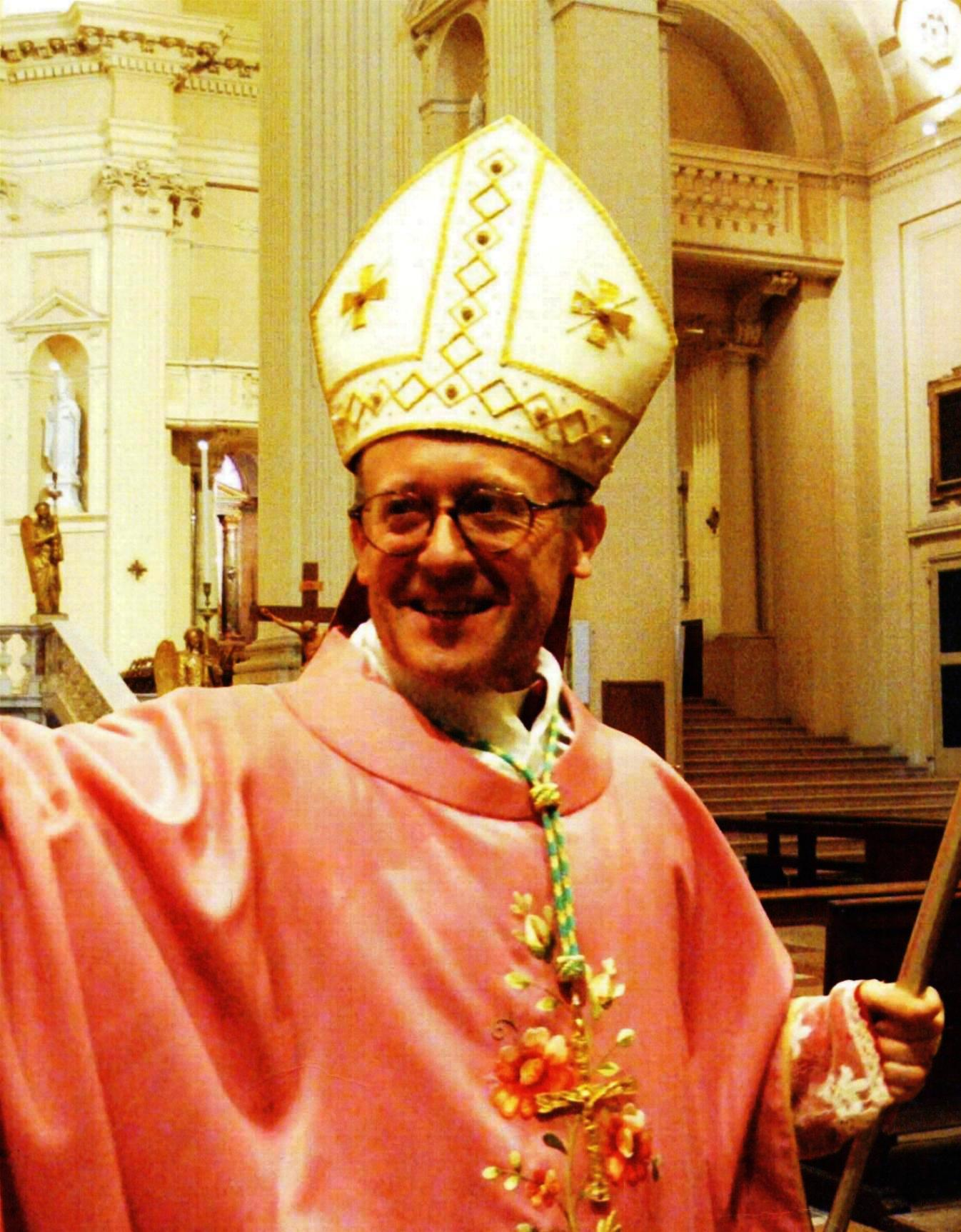
Bischof Tommaso Ghirelli (2002)

Tommaso Ghirelli (* 2. August 1944 in Forlì, Provinz Forlì-Cesena, Italien) ist ein italienischer Geistlicher und emeritierter römisch-katholischer Bischof von Imola.

## Leben

Bischofswappen

Tommaso Ghirelli empfing am 29. Juni 1969 das Sakrament der Priesterweihe.
Am 18. Oktober 2002 ernannte ihn Papst Johannes Paul II. zum Bischof von Imola. Der Erzbischof von Bologna, Giacomo Kardinal Biffi, spendete ihm am 30. November desselben Jahres die Bischofsweihe; Mitkonsekratoren waren der Bischof von Forlì-Bertinoro, Vincenzo Zarri, und der emeritierte Bischof von Imola, Giuseppe Fabiani. Die Amtseinführung erfolgte am 15. Dezember 2002.
Papst Franziskus nahm am 31. Mai 2019, kurz vor Erreichen der Altersgrenze für Bischöfe, seinen Rücktritt als Bischof von Imola an.